# Tomás Taveira
Tomàs Taveira, né en 1938, est un architecte portugais connu, entre autres pour la réalisation de stades de football ou le complexe amoreiras.

## Travaux

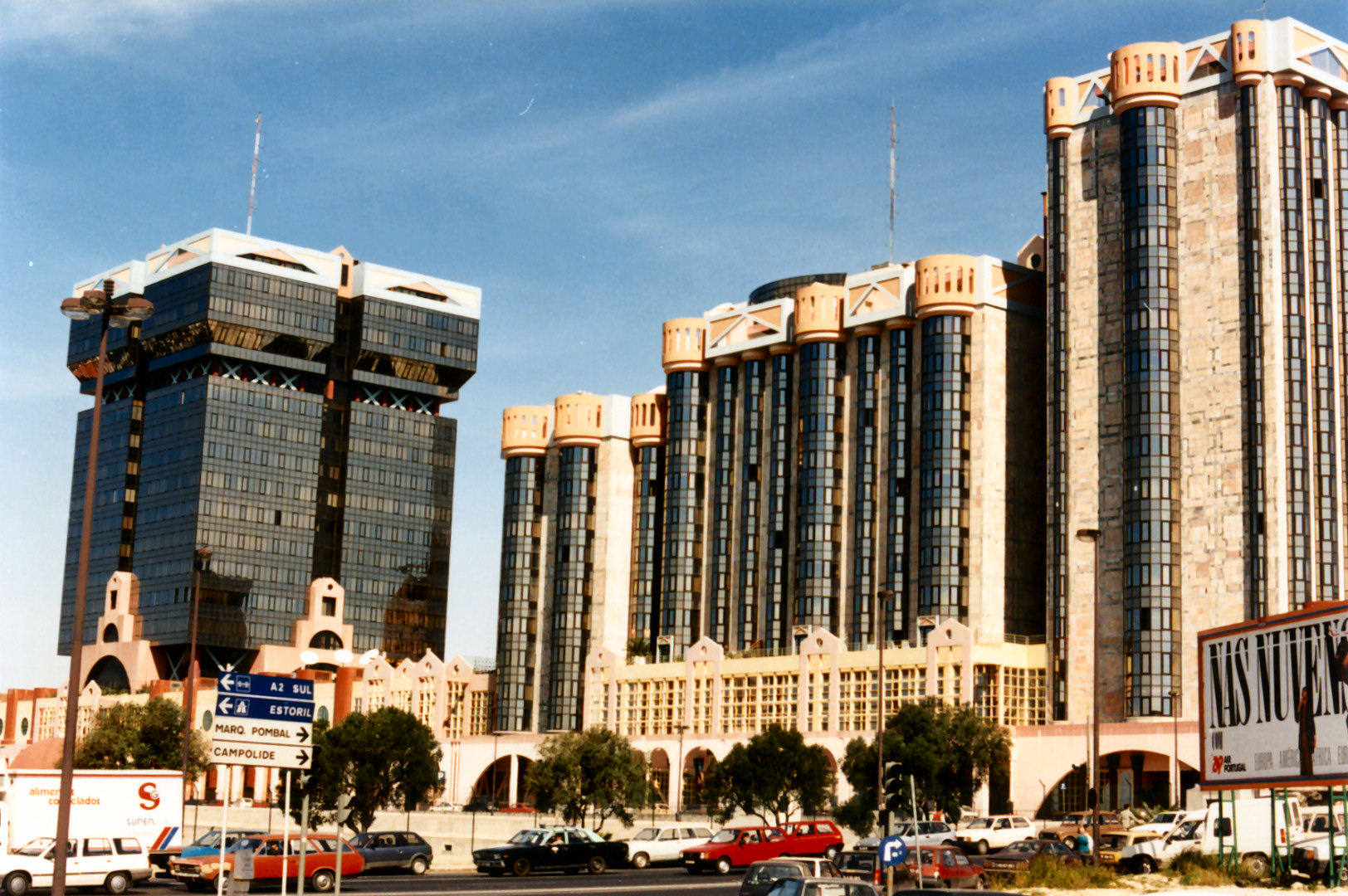
Les Tours Amoreiras (Torres das Amoreiras) à Lisbonne.

Parmi les constructions importantes de T. Taveira :
- Alfragide Towers,̈
- Allianz Parque,
- Estádio José Alvalade XXI,
- Stade municipal de Leiria - Dr. Magalhães Pessoa,
- le Former BNU HQ et
- le edifício Castil à Lisbonne
- Stade municipal d'Aveiro.

## Affaire desVHS
En 1980 des vidéos de ses activités sexuelles dans les locaux professionnels ont donné lieu a une tentative de chantage puis a une parution partielle dans le magazine Interviu au Portugal qui a entraîné des actions en justice . Cette affaire est cadre du livre de Matthieu Garrigou-Lagrange Le brutaliste.